# Le Fréchet
Le Fréchet település Franciaországban, Haute-Garonne megyében. Lakosainak száma 120 fő (2022. január 1.). Le Fréchet Marignac-Laspeyres, Alan, Aurignac, Auzas, Boussens, Mancioux és Martres-Tolosane községekkel határos.

## Népesség
A település népességének változása:
| Lakosok száma | 99   | 114  | 127  | 110  | 114  | 110  | 103  | 101  | 103  | 120  |
|               | 1968 | 1982 | 1990 | 2006 | 2013 | 2015 | 2017 | 2019 | 2020 | 2022 |